# Brusyliv (huyện)
Huyện Brusyliv (tiếng Ukraina: Брусилівський район, chuyển tự: Brusylivs’kyi raion) là một huyện của tỉnh Zhytomyr thuộc Ukraina. Huyện Brusyliv có diện tích 626 km², dân số theo điều tra dân số ngày 5 tháng 12 năm 2001 là 18142 người với mật độ 29 người/km2. Trung tâm huyện nằm ở Brusyliv.